# 羅布爾 (加利福尼亞州)
羅布爾（英語：Roble）是位於美國加利福尼亞州比尤特縣的一個非建制地區。該地的面積和人口皆未知。

## 地理
羅布爾的座標為39°39′52″N 121°48′22″W / 39.66444°N 121.80611°W，而該地的平均海拔高度為53米（即174英尺）。